# Torre de La Pena

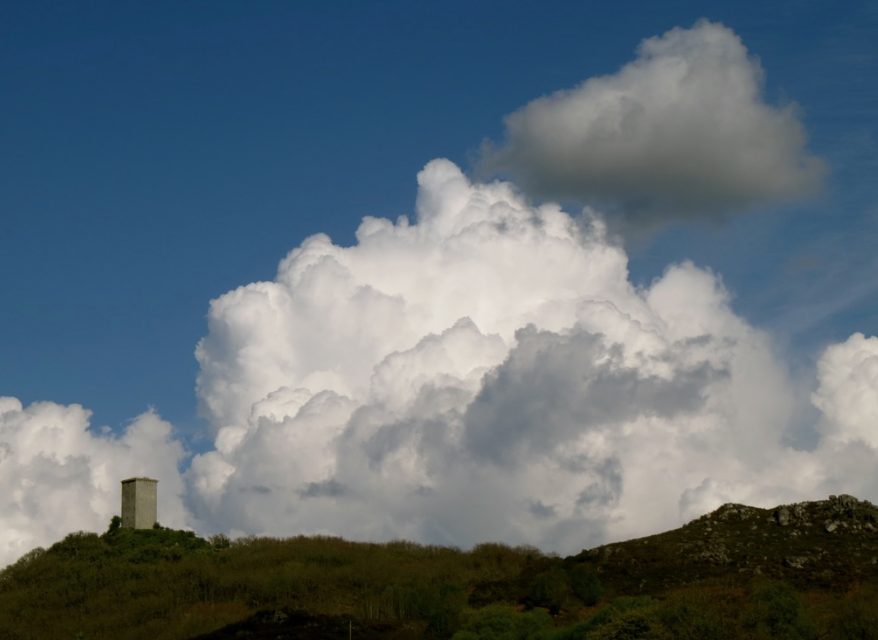
Vista desde A Fonteiña.

Los recientes hallazgos arqueológicos (marzo'22) han sugerido desde la dirección facultativa de las excavaciones, a identificarla con el nombre de Castelo da Pena. 
La anteriormente denominada Torre de La Pena, era conocida también como Portelam de Sanctio Iohannis, castillo de Portela de La Pena o castillo de A Porteliña.
Se trata de una construcción que forma parte de un conjunto de fortificaciones que antiguamente protegían la línea fronteriza en la comarca de La Limia con la función de prevenir los ataques, fundamentalmente de los ejércitos portugueses.
Aunque popularmente se conocen 4 torres (Torre de La Pena, Torre do Castro, Torre de Porquera y Castillo de Celme), existieron bastantes más, incluso de mayor relevancia, como las de Castellum Sancti Iohannis de Barra, en Padreda cerca de Villar de Barrio; la de Cima de Ribeira, del siglo X, construida por el conde Gutierre Méndez, padre de San Rosendo; la Torre de Abavides en Trasmiras, de la que se da cuenta en el testamento de Ruy Páez de Biedma el año 1342; el Castillo de Villa de Rey; y, más al sureste, el impresionante Castillo de Aguiar da Moa mencionado en un privilegio de 1379.
Todavía pueden nombrarse algunas más, entre las que figuran dos sin contrastación documental histórica, como la Torre de Ginzo y la Torre de Ganade. Sobre dichas torres un antiguo alcalde de Ginzo de Limia, el veterinario D.José Pérez Rodríguez, publicó un artículo en la revista cultural "Cadernos Culturais do Limia, Lethes nº4" donde hace constar sus investigaciones sobre la ubicación de la Torre de Ginzo en lo que hoy en día es el edificio del Casino Antelano. 
Teniendo en consideración que La Limia tuvo en algunas etapas históricas una amplísima extensión geográfica, podríamos también incluir en Limiam, en dirección a Allariz, los castillos de Malpasos en el monte de San Salvador dos Penedos cerca de Guimarães; la Fortaleza de Allariz que articuló militar y administrativamente el territorio; además de otras atalayas o castillos como las Torres de A Cal, Torán y La Mezquita, de las que aún se conservan importantes vestigios.
En la parte meridional de La Limia encontramos también importantes fortalezas como las de Vilanova dos Infantes, Milmanda, Sande y el Castillo de Santa Cruz en Quintela de Leirado. Y finalmente, continuando hacia el sureste, otra media docena de castillos: Lobera, Calvos de Randín, Entrimo, Lovios, Aceredo y el castillo de los Araújo.
En la actualidad la Torre de La Pena está considerada como "Bien de Interés Cultural" y, junto con la Torre do Castro en Sandiás y la Torre de Porquera, fue transferida por el Estado español a la Junta de Galicia en el año 2009.

## Referencias históricas

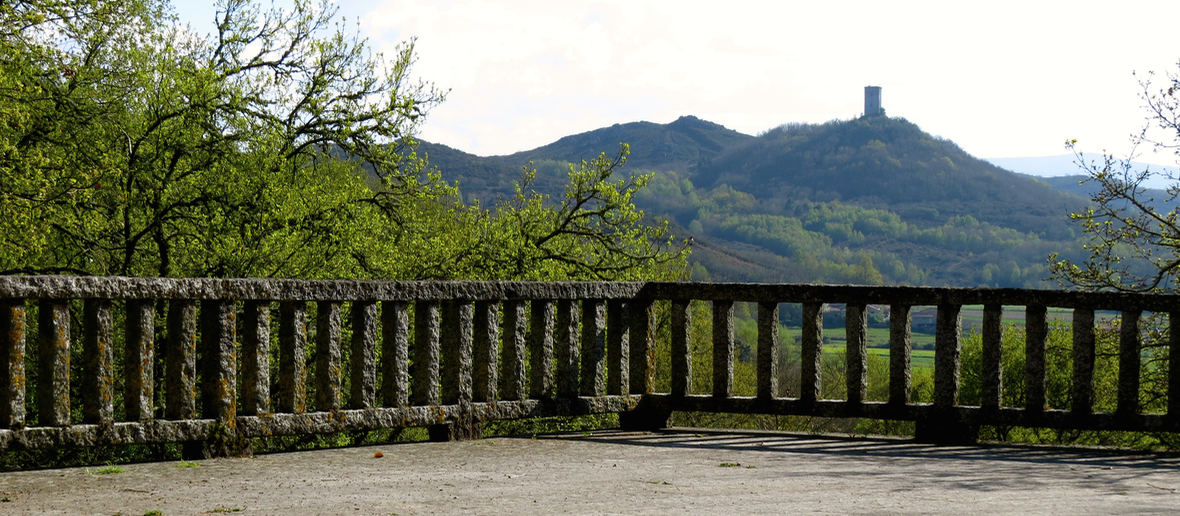
Vista desde el Monasterio de Trandeiras.

## Configuración arquitectónica

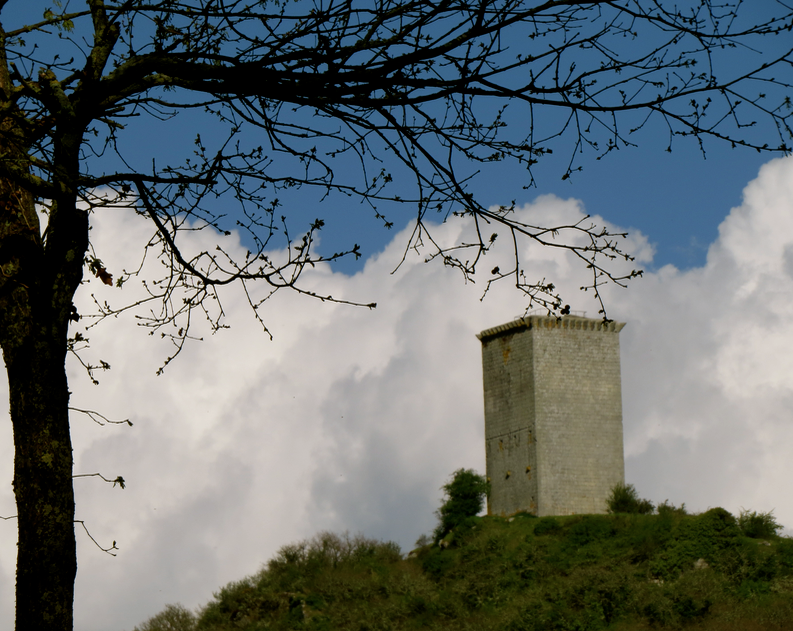
vista desde A Fonteiña.

## Importancia estratégica

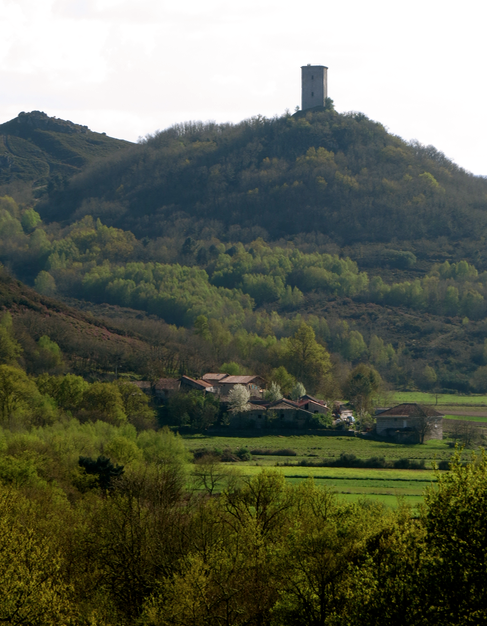
Vista desde La Pena.